# Táncoló talpak 2.
A Táncoló talpak 2. (eredeti cím: Happy Feet Two) 2011-ben bemutatott  amerikai–ausztrál 3D-s számítógépes animációs film, amely a Táncoló talpak című animációs mozifilm folytatása. A filmet George Miller, Gary Eck, Warren Coleman és Paul Livingston forgatókönyvéből George Miller rendezte, a zenéjét John Powell szerezte, a producerei Bill Miller, George Miller és Doug Mitchell voltak. A Village Roadshow Pictures, a Kennedy Miller Mitchell és a Dr D Studios készítette, a Warner Bros. forgalmazta.
Amerikában 2011. november 18-án, Magyarországon 2011. december 22-én mutatták be a mozikban.

## Történet
Topi, a táncoló pingvin felnőtt és fantasztikus sztepptáncos lett belőle. De az alma messze esett a fájától, és fia, Erik koreofóbiás, vagyis semmi áron nem hajlandó ritmusra lépkedni és utál táncolni. Viszont neki is van egy különleges álma: szeretne megtanulni repülni.
Erik rájön, van miért felnézni apjára, Topi az, aki váratlan, nagy és ijesztő események után, összefogja a környék lakóit – a pingvineken át, egészen a hatalmas elefántfókákig –, sőt, végül az élére áll ennek a színes, különös társaságnak, hogy kiszabadítsa csapdába esett társait.

## Szereplők
| Szereplő              | Eredeti hang        | Magyar hang      |
| --------------------- | ------------------- | ---------------- |
| Topi                  | Elijah Wood         | Csőre Gábor      |
| Gloria                | Alecia Moore (Pink) | Nádasi Veronika  |
| Erik                  | Ava Acres           | Straub Norbert   |
| Carmen                | Sofía Vergara       | Pikali Gerda     |
| Ramon                 | Robin Williams      | Józsa Imre       |
| Luklász               | Robin Williams      | Ujlaki Dénes     |
| Sven                  | Hank Azaria         | Schnell Ádám     |
| Nestor                | Carlos Alazraqui    | Kerekes József   |
| Lombardo              | Johnny A. Sanchez   | Tarján Péter     |
| Rinaldo               | Jeffrey Garcia      | Seszták Szabolcs |
| Raul                  | Lombardo Boyar      | Scherer Péter    |
| Viola kisasszony      | Magda Szubanski     | Kiss Erika       |
| Bill, a krill         | Matt Damon          | Nagy Ervin       |
| Will, a krill         | Brad Pitt           | Fekete Ernő      |
| Seymour               | Common              | Kálid Artúr      |
| Noé                   | Hugo Weaving        | Lux Ádám         |
| Boadica               | Meibh Campbell      | Jelinek Éva      |
| Atticus               | Benjamin Flores Jr. | Ducsai Ábel      |
| Bryan, az elefántfóka | Richard Carter      | Schneider Zoltán |
| Norma Jean            | Nicole Kidman       | Pápai Erika      |
| Memphis               | Hugh Jackman        | Mihályi Győző    |
| Alfa Halfarkas        | Anthony LaPaglia    | Szersény Gyula   |
| Brokebeak             | Danny Mann          | Kocsis Gergő     |
| 1. Fókaborjú          | Oscar Beard         | Koller Virág     |
| 2. Fókaborjú          | Jai Sloper          | Straub Martin    |
| Eggbert               | Lee Perry           | Rosta Sándor     |
| Wayne                 | Lee Perry           | Törköly Levente  |

## Környezetvédelmi üzenet
A Táncoló talpak 2. is környezetvédelmi üzenetet hordoz, úgyszintén, mint  a Táncoló talpak: most a globális felmelegedésre, és annak veszélyeire próbálják felhívni a nézők figyelmét.

## Zene

### Eredeti filmzenealbum
Az album mind a válogatásokat és mind az instrumentális zenét tartalmazva adta ki a Watertower Music 2011. november 15-én.
1. Happy Feet Two Opening Medley
2. The Mighty Sven
3. Bridge of Light
4. Papa Oom Mow Mow
5. Dragostea Din Tei
6. Erik's Opera
7. Rawhide
8. Under Pressure / Rhythm Nation
9. Tightrope
10. In The Hole
11. Ramon An The Krill
12. Lovelace Preshow
13. Searching For The Kids
14. The Doomberg Lands
15. I Don't Back Up
16. Trapped In Emperor Land
17. Skua Attack/Adelie Rescue
18. Dinner A La Sven
19. We Are The Champions
20. Snow Stops Play
21. No Fly Zone
22. Krill Joy
23. Tappin' To Freedom

## Díjak és jelentősebb jelölések
- As Seen By Awards
  - díj: legjobb animációs film
  - díj: legjobb betétdal: Bridge of Light
  - díj: legjobb hangját kölcsönző színész: Elijah Wood – Topi
  - jelölés: legjobb hangját kölcsönző színésznő: Pink – Gloria
  - jelölés: legjobb hangját kölcsönző színésznő: Ava Acres – Erik
  - jelölés: legjobb hangját kölcsönző színész: Brad Pitt – Will
- Casting Society of America, USA
  - díj: Legjobb animációs casting – Kristy Carlson
- Australian Screen Sound Guild
  - jelölés: legjobb hang
  - jelölés: legjobb hang – film hang dizájn
  - jelölés: legjobb hang – film hangkeverés
  - jelölés: legjobb filmzene
- Asia Pacific Screen Awards
  - jelölés: legjobb animációs film
- Satellite Award
  - jelölés: legjobb eredeti betétdal (Brigde of Light)
- Houston Film Critics Society Awards
  - jelölés: legjobb animáció
- San Diego Film Critics Society Awards
  - jelölés: legjobb animációs film
- Central Ohio Film Critics Association / COFCA
  - jelölés: az év szinésze: Brad Pitt